# Clessé (Deux-Sèvres)
Clessé is een gemeente in het Franse departement Deux-Sèvres (regio Nouvelle-Aquitaine) en telt 891 inwoners (1999). De plaats maakt deel uit van het arrondissement Parthenay.

## Geografie
De oppervlakte van Clessé bedraagt 28,9 km², de bevolkingsdichtheid is 30,8 inwoners per km².
De onderstaande kaart toont de ligging van Clessé (Deux-Sèvres) met de belangrijkste infrastructuur en aangrenzende gemeenten.

## Demografie
Onderstaande figuur toont het verloop van het inwonertal (bron: INSEE-tellingen).